# Андроник Контостефан
Андроник Комнин Контостефан (грчки: Ἀνδρόνικος Κομνηνός Κοντοστέφανος; 1132/3. - после 1183) је био византијски војсковођа, адмирал, политичар и аристократа.

## Породица
Рођен око 1132/3. године, Андроник је био трећи и најмлађи син Стефана Контостефана који је носио титулу панхиперсеваста и мегадукса. Мајка му је била порфирогенита Ана Комнина, ћерка византијског цара Јована II Комнина (1118-1143) и Ирине Угарске. Андроник је, дакле, био нећак цара Манојла I Комнина (1143-1180). Имао је два старија брата: Јована и Алексија, и сестру Ирину. Контостефани су били аристократска византијска породица која је била веома утицајна у византијској политици и у сродству са породицом Комнина. Андроник се око 1150. године оженио припадницом породице Дука чије име није познато. Имали су најмање петорицу синова, евентуално и ћерке иако се не помињу у изворима.

## Војна каријера
Андроник је био један од најзначајнијих војсковођа свога ујака, Манојла Комнина. Као и његов отац, и Андроник је постављен за мегадукса, команданта византијске морнарице и гувернера теме Хеладе, на Пелопонезу и Криту. Међутим, највеће успехе постигао је као генерал, а не као адмирал. Такође, Андроник је био и заповедник Варјашке гарде. Андроник се у изворима први пут појављује у зиму 1148/9. године током опсаде Крфа. Византијске снаге, предвођене Андрониковим оцем Стефаном, покушавале су да избаце Нормане Краљевине Сицилије који су заузели острво користећи се неприликама Византије у Другом крсташком рату. Андроником отац је убијен током опсаде почетком 1149. године. Умро је на рукама свог сина. Француски хроничар Рудолф Гиланд погрешно помиње Андроника као команданта над делом војске која је кренула у експедицију у Киликију против Рајмунда од Поатјеа (1144/5). Белгијски историчар Андри Григор је утврдио да се ради о Андрониковом истоименом ујаку.
Андроник се следећи пут, заједно са братом Алексијем, помиње током покушаја Манојла да реши династичко питање у Краљевини Угарској у своју корист након смрти Гезе II (1161). Манојло је подржао Ладислава II и касније Стефана IV, као и Стефанове наследнике. Стефан је као изгнаник боравио на византијском двору те се оженио Манојловом нећаком Маријом Комнин (рођака браће Контостефан). Године 1164. Стефан IV је напао Угарску, али је одбијен од стране Андроника. Убрзо је отрован од стране људи свога нећака. Његова смрт довела је до избијања византијско-угарског рата који је вођен у околини Срема и у Далмацији. Ове области поново су освојене од стране Мађара 1166. године. Манојло је припремио велики контранапад 1167. године. Андроник је именован за главног команданта византијске војске и морнарице, као и за вођу похода, иако је од цара добио детаљна упутства о правцима напада. Мађарску војску предводио је палатин Денис. Две војске сусреле су се код Земуна, 8. јула 1167. године. Према Никити Хонијату, византијски цар забранио је Андронику да тога дана отпочне битку због неповољних астролошких знакова. Андроник је игнорисао наредбу. Уследила је велика Сремска битка која је завршена одлучном победом Византинаца. Према Хонијату, интервенција Андроникових резерви имала је кључну улогу у бици. Победа је осигурала византијску власт над околином Срема све до Босне, Далмације и територија јужно од Крке. Манојло је тријумфално ушао у Цариград. Андроник је јахао поред њега.
Андроник је 1169. године именован командантом флоте која је послата на Фатимидски Египат у савезу са крсташима јерусалимског краља Амалрика. Овај напад на Каиро требало је да буде последњи у низу крсташких похода на Египат. Јерусалимски краљ био је ожењен Манојловом рођаком Маријом. Напад је завршен неуспехом због интервенције Нурудиновог војсковође Ширкуа. У овом рату истакао се Саладин који ће неколико година касније преузети власт у Египту. Долазак Ајубидске династије на власт представља велику прекретницу у историји крсташких ратова на Леванту. Манојло је за напад 1169. године ангажовао велике снаге. Према хроничару Вилијаму Тирском, сакупио је више војника него што је био у обавези. Дромони су специјално контруисани за пренос опсадних справа. Флота је 8. јула 1169. године кренула из луке Мелибот на Дарданелима. Након победе над мањом египатском флотом у близини Кипра, Контостефан је стигао у Тир и Акру крајем септембра исте године. Амалрик није предузео никакве припреме за напад на Египат што је разбеснело Контостефана. Византијска флота је напала Дамијету две недеље касније. Крсташи су каснили три дана што је Саладину омогућило да дође са помоћним одредима. Опсада је завршена неуспехом због неповерења између Византинаца и крсташа. Контостефан се држао Манојловог упутства да се повинује Амалрику у рату. Када је предузео коначни напад на град, јерусалимски краљ зауставио је византијске снаге ради преговора. Након склапања споразума долази до опадања дисциплине у византијској војсци. Војници су се укрцали у бродове и отпловили без икаквог реда. Остало је свега шест бродова. Контостефан се, у пратњи Амалрика, вратио у Палестину са делом војске. Половина византијских бродова која се враћала из Дамијете потонула је услед олује. Последњи бродови стижу у Цариград тек на пролеће 1170. године.
Дана 12. марта 1171. године, услед сукоба интереса између Царства и Млетачке републике, Манојло је донео одлуку по којој су затворени сви млетачки трговци у Царству, а њихова имовина је конфискована. Венеција је опремила флоту од 120 бродова под командом дужда Витала ІІ Микијела. Млечани су заузели неке византијске градове на далматинској обали. Искрцали су се на Еубеји одакле су протерани од стране византијских трупа. Затим су заузели Хиос на коме су планирали да проведу зиму. Манојло је на њих послао 150 бродова под командом Контостефана. Млетачке трупе протеране су из византијских вода. Млетачки дужд је због неуспеха убијен од стране разјарене руље.
Манојло је 1176. године напао Румски султанат са намером да заузме престоницу, Иконију, и оконча турску власт у Анадолији. Селџучки султан Килиџ Арслан II сукобио се са Византинцима код Мириокефалона. Битка се одвијала лоше по Византинце. Андроник је успео да извуче своју дивизију без већих губитака. Обезбедио је мирно повлачење византијских снага након пораза у бици. Следеће године Андроник предводи флоту од 150 бродова у покушају да се заузме Египат. Након искрцавања у Акри, византијска флота се вратила назад. Разлог је било одбијање крсташа Јерусалимске краљевине и Филипа I од Фландрије да сарађују са византијским снагама.
Манојла је 1180. године наследио син Алексије II Комнин. Пошто је нови цар био још дете, регентство је вршила Марија од Антиохије, његова мајка. Она је била непопуларна у Цариграду, посебно у круговима аристократије која јој је пребацивала латинско порекло. Када је Манојлов рођак Андроник Комнин подигао побуну против цара (1182), Андроник Контостефан је стао на његову страну. Одиграо је кључну улогу у улази Андроникових снага у Цариград. Међутим, Контостефан је учествовао у неуспешној завери против новог цара. Завера је откривена, а Контостефан је заробљен. Кажњен је ослепљењем. Његова даља судбина није позната.

### Примарна
- Choniates, Niketas (1984). O City of Byzantium: Annals of Niketas Choniates. transl. by H. Magoulias. Detroit. ISBN 978-0-8143-1764-8.
- Kinnamos, John (1976). Deeds of John and Manuel Comnenus. transl. by Charles M. Brand. Columbia University Press. ISBN 9780231040808.

### Секундарна
- Angold, Michael (1997). The Byzantine Empire, 1025–1204: A Political History. Longman. ISBN 978-0-582-29468-4.
- Finlay, George (1877). A History of Greece. III. Oxford: Clarendon Press.
- Magdalino, Paul (2002). The Empire of Manuel I Komnenos, 1143-1180. Cambridge University Press. ISBN 978-0-521-52653-1.
- Harris, Jonathan (2006). Byzantium and The Crusades. Hambledon & London.
- Phillips, Jonathan (2004). The Fourth Crusade and the Sack of Constantinople. Penguin Group. ISBN 978-0-14-303590-9.
- Treadgold, Warren (1997). A History of the Byzantine State and Society. Stanford University Press. ISBN 978-0-8047-2630-6.
- Varzos, Konstantinos (1984). Η Γενεαλογία των Κομνηνών [The Genealogy of the Komnenoi] (PDF) (на језику: Greek). A. Thessaloniki: Centre for Byzantine Studies, University of Thessaloniki. OCLC 834784634. Архивирано из оригинала (PDF) 31. 01. 2021. г. Приступљено 30. 06. 2023.
- Varzos, Konstantinos (1984). Η Γενεαλογία των Κομνηνών [The Genealogy of the Komnenoi] (PDF) (на језику: Greek). B. Thessaloniki: Centre for Byzantine Studies, University of Thessaloniki. OCLC 834784665. Архивирано из оригинала (PDF) 30. 01. 2021. г. Приступљено 30. 06. 2023.